# Trioceros wolfgangboehmei
Espèce
Trioceros wolfgangboehmei est une espèce de reptiles de la famille des Chamaeleonidae.

## Systématique
L'espèce Trioceros wolfgangboehmei a été décrite en 2021 par Thore Koppetsch (d), Petr Nečas (d) et Benjamin Wipfler (d),.

## Répartition
| Localisation de l'Éthiopie dans le Monde |

| Localisation de l'Éthiopie dans le Monde |

Cette espèce est endémique d'Éthiopie où elle se rencontre dans le massif du Balé.

## Description
L'holotype de Trioceros wolfgangboehmei, un mâle adulte, mesure 156,3 mm de longueur totale dont 91,0 mm pour la queue.
La couleur de base de cette espèce peut être jaunâtre, brunâtre ou vert-vif et varie d'un individu à l'autre.

## Étymologie
Son épithète spécifique, wolfgangboehmei, lui a été donnée en l'honneur de l'herpétologiste Wolfgang Böhme, du musée Alexander Koenig à Bonn (Allemagne), pour sa contribution à l'étude des caméléons, pour ses recherches en herpétologie d'une manière générale et, enfin, pour son soutien aux deux auteurs allemands de cette étude.

## Publication originale
- (en) Thore Koppetsch, Petr Nečas et Benjamin Wipfler, « A new chameleon of the Trioceros affinis species complex (Squamata, Chamaeleonidae) from Ethiopia », Zoosystematics and Evolution, Pensoft Publishers (d), vol. 97, no 1,‎ 10 mars 2021, p. 161-179 (ISSN 1860-0743 et 1435-1935, OCLC 256010449, DOI 10.3897/ZSE.97.57297, lire en ligne).